# Personal Jesus
"Personal Jesus" é o vigésimo terceiro single da banda britânica Depeche Mode. Foi lançado a 29 de Agosto de 1989, tendo sido o primeiro single do álbum Violator.
Na lista das 500 melhores canções de todos os tempos da revista Rolling Stone, esta canção está no 368º lugar. E foi votado como um das "100 maiores canções de todos os tempos" na revista Q.

## Inspiração
A canção foi inspirada no livro Elvis and Me de  Priscilla Presley. Segundo o autor da canção, Martin Gore: 
| “ | é uma canção que trata sobre o que é ser um Jesus para alguém, alguém que te dá esperança e te cuida. É sobre como Elvis foi o seu homem e seu mentor e como tal tantas vezes se passa nas relações amorosas; como o coração de qualquer um é de certa maneira como um Deus, e isso não é uma visão muito equilibrada de alguém, não é? | ” |

## Faixas
Todas as canções foram escritas por Martin Gore.
7": Mute / Bong17 (R. Unido)
1. "Personal Jesus" – 3:44
2. "Dangerous" – 4:20

 7": Mute / GBong17 (R. Unido)
1. "Personal Jesus" – 3:44
2. "Dangerous (Hazchemix Edit)" – 3:01
3. "Personal Jesus (Acoustic)" – 3:26

12": Mute / 12Bong17 (R. Unido)
1. "Personal Jesus (Holier Than Thou Approach)" – 5:51
2. "Dangerous (Sensual Mix)" – 5:24
3. "Personal Jesus (Acoustic)" – 3:26

12":Mute / L12Bong17 (R. Unido)
1. "Personal Jesus (Pump Mix)" – 7:47
2. "Personal Jesus (Telephone Stomp Mix)" – 5:32
3. "Dangerous (Hazchemix)" – 5:34

CD 3": Mute / CDBong17 (R. Unido)
1. "Personal Jesus (Holier Than Thou Approach)" – 5:51
2. "Dangerous (Sensual Mix)" – 5:24
3. "Personal Jesus (Acoustic)" – 3:26

LCD 3": Mute / LCDBong17 (R. Unido)
1. "Personal Jesus (Pump Mix)" – 7:47
2. "Personal Jesus (Telephone Stomp Mix)" – 5:32
3. "Dangerous (Hazchemix)" – 5:34

CD: Mute / CDBong17X (EUA)
1. "Personal Jesus" – 3:44
2. "Dangerous" – 4:20
3. "Personal Jesus (Acoustic)" – 3:26
4. "Dangerous (Hazchemix Edit)" – 3:01
5. "Personal Jesus (Holier Than Thou Approach)" – 5:51
6. "Dangerous (Sensual Mix)" – 5:24
7. "Personal Jesus (Pump Mix)" – 7:47
8. "Personal Jesus (Telephone Stomp Mix)" – 5:32
9. "Dangerous (Hazchemix)" – 5:34

Este CD foi o relançamento de 2004
CD: Sire/Reprise / 21328-2 (EUA)
1. "Personal Jesus" – 3:44
2. "Personal Jesus (Holier Than Thou Approach)" – 5:51
3. "Dangerous (Hazchemix)" – 5:34
4. "Personal Jesus (Pump Mix)" – 7:47
5. "Personal Jesus (Acoustic)" – 3:26
6. "Dangerous (Sensual Mix)" – 5:24
7. "Personal Jesus (Telephone Stomp Mix)" – 5:32
8. "Dangerous" – 4:20

O single americano foi lançado em 19 de setembro de 1989.

## Desempenho nas paradas
| Parada (1989)                          | Posição mais alta |
| -------------------------------------- | ----------------- |
| Danish Singles Chart (Dinamarca)       | 15                |
| Dutch Singles Chart                    | 62                |
| French Singles Chart                   | 27                |
| German Singles Chart                   | 5                 |
| Irish Singles Chart                    | 7                 |
| Italian Singles Chart                  | 4                 |
| New Zealand RIANZ Top 40 Singles Chart | 14                |
| Swedish Singles Chart                  | 17                |
| Swiss Singles Chart                    | 5                 |
| UK Singles Chart                       | 13                |
| US Billboard Hot 100                   | 28                |
| US Billboard Hot Dance Club Play       | 12                |
| US Billboard Modern Rock Tracks        | 3                 |

## Personal Jesus 2011
Personal Jesus 2011 é a versão remixada do single, lançado em 30 de maio de 2011. O single digital foi lançado no Reino Unido em 18 de abril de 2011. Foi lançado um dia depois dos Estados Unidos.

### Faixas
CD (Bong43)
1. "Personal Jesus" (The Stargate Mix) - 3:56
2. "Personal Jesus" (Alex Metric Remix) - 5:54
3. "Personal Jesus" (Eric Prydz Remix) - 7:25
4. "Personal Jesus" (M.A.N. Remix) - 5:22
5. "Personal Jesus" (Sie Medway-Smith Remix) - 6:25

12" vinil
1. "Personal Jesus" (Alex Metric Remix) - 5:54
2. "Personal Jesus" (M.A.N. Remix) - 5:22
3. "Personal Jesus" (The Stargate Mix) - 3:56
4. "Personal Jesus" (Eric Prydz Remix) - 7:25
5. "Personal Jesus" (Sie Medway-Smith Remix) - 6:25

Download Digital
1. "Personal Jesus" (The Stargate Mix) - 3:56
2. "Personal Jesus" (Alex Metric Remix Edit) - 3:27

Beatport Exclusive Digital Download
1. "Personal Jesus" (Eric Prydz Remix) - 7:26
2. "Never Let Me Down Again" (Eric Prydz Remix) - 7:01

Promo CD (PCDBong43)
1. "Personal Jesus" (The Stargate Mix) - 3:56
2. "Personal Jesus" (Alex Metric Remix Edit) - 3:27
3. "Personal Jesus" (Alex Metric Remix) - 5:54
4. "Personal Jesus" (Eric Prydz Remix) - 7:25
5. "Personal Jesus" (M.A.N. Remix) - 5:22
6. "Personal Jesus" (Sie Medway-Smith Remix) - 6:25

### Desempenho nas paradas
| Paradas (2011)                  | Posição mais alta |
| ------------------------------- | ----------------- |
| Áustria (Ö3 Austria Top 75)     | 73                |
| República Checa (Rádio Top 100) | 83                |
| Hungria (Single Top 40)         | 5                 |
| Eslováquia (Rádio Top 100)      | 88                |
| Suíça (Schweizer Hitparade)     | 73                |
| Reino Unido (UK Singles Chart)  | 119               |

|Portugal (AFP) 
|1

|}

## Versões cover
Esta canção foi posteriormente interpretada por OBK em 2001, por Johnny Cash e por Gravity Kills em 2002, por Marilyn Manson e por Richard Cheese em 2004.
O sample dessa música foi usada, em novembro de 2008 em uma canção chamada "Reach Out", pela cantora pop americana Hilary Duff. Para os fãs de Depeche Mode, a nova música não agradou, embora tenha uma boa estrutura feita por Ryan Tedder, vocalista da banda One Republic.
O mesmo sample também foi usado na música "It Ain't Easy" da girl group britânica Sugababes no álbum Taller in More Ways.